# Volleyboll vid olympiska sommarspelen 2016

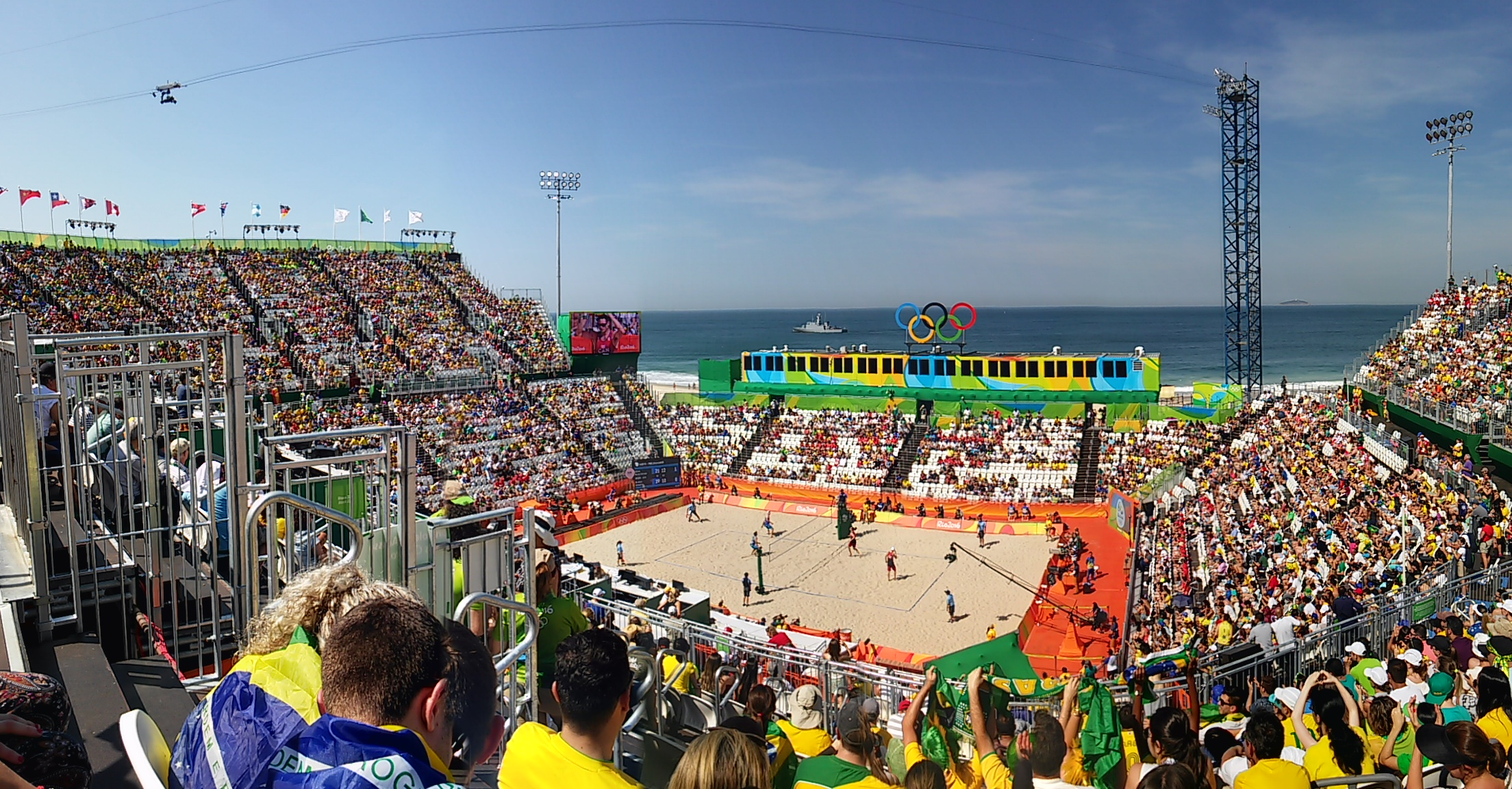
Beachvolleyarenan.

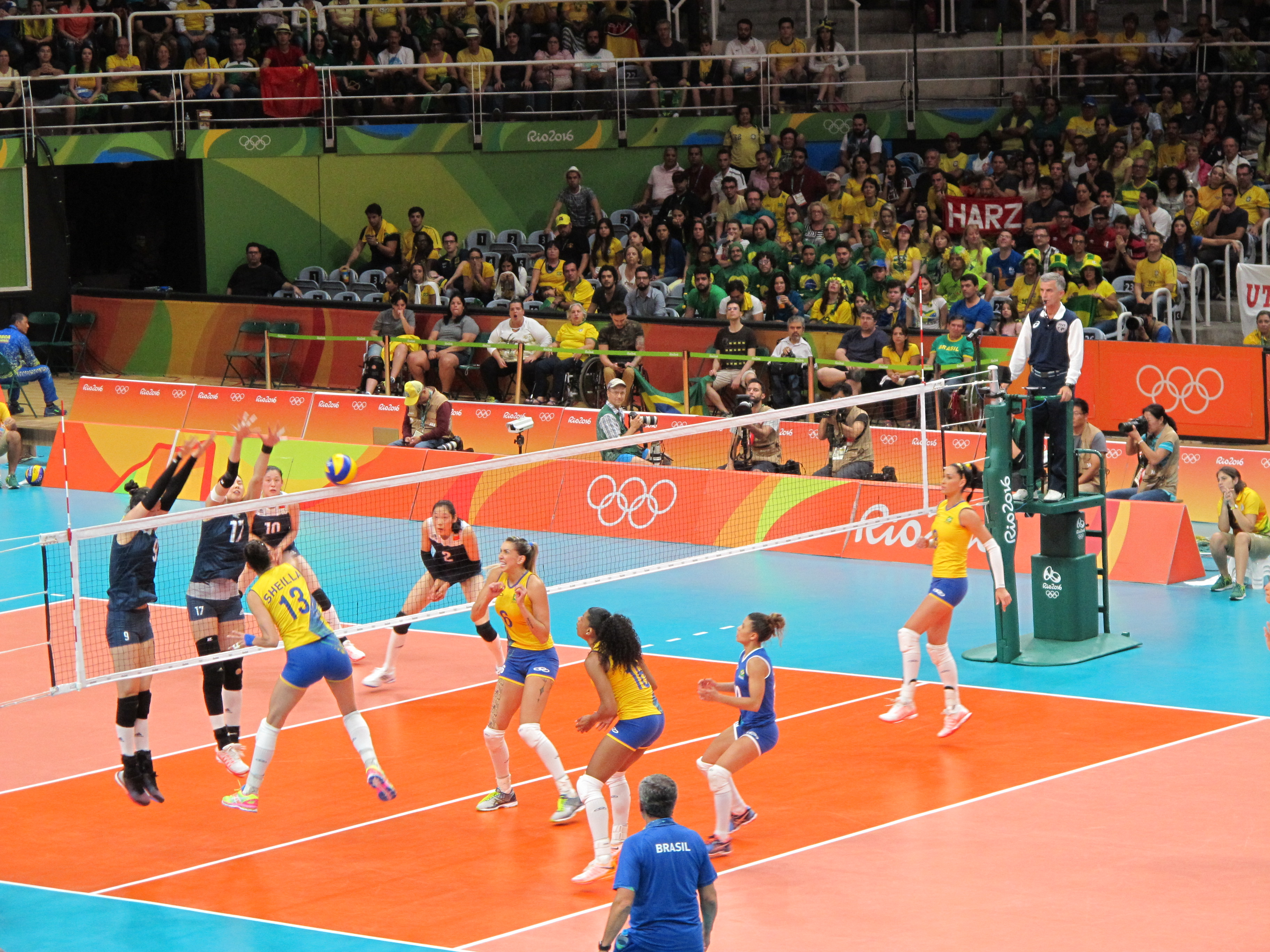
Brasilien möter Kina i damernas kvartsfinaler.

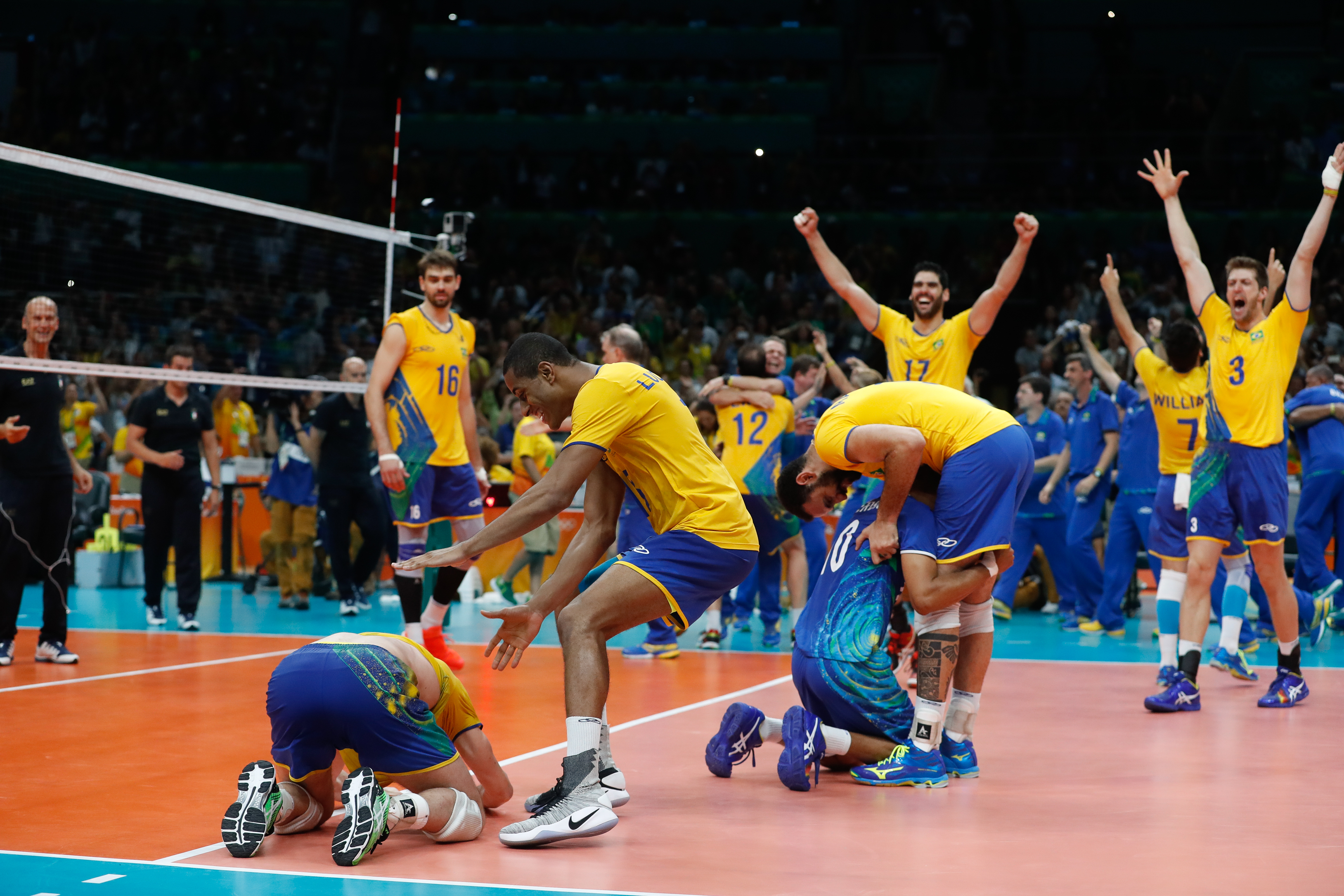
De brasilianska herrarna firar finalsegern.

Volleyboll vid olympiska sommarspelen 2016 spelades mellan 7 och 21 augusti 2016 i Rio de Janeiro i Brasilien. Inomhusvolleybollen spelades i Ginásio do Maracanãzinho, medan beachvolleybollen spelades på Copacabanastranden.

## Medaljsammanfattning
| Beachvolleyboll                 | Guld                               | Silver                           | Brons                             |
| Damernas turnering Detaljer...  | Tyskland                           | Brasilien                        | USA                               |
| Damernas turnering Detaljer...  | Laura Ludwig Kira Walkenhorst      | Ágatha Bednarczuk Bárbara Seixas | Kerri Walsh Jennings April Ross   |
| Herrarnas turnering Detaljer... | Brasilien                          | Italien                          | Nederländerna                     |
| Herrarnas turnering Detaljer... | Alison Cerutti Bruno Oscar Schmidt | Daniele Lupo Paolo Nicolai       | Alexander Brouwer Robert Meeuwsen |

| Volleyboll                      | Guld | Silver | Brons |
| Damernas turnering Detaljer...  | Kina | Serbien | USA |
| Damernas turnering Detaljer...  | Ding Xia Gong Xiangyu Hui Ruoqi Lin Li Liu Xiaotong Wei Qiuyue Xu Yunli Yan Ni Yang Fangxu Yuan Xinyue Zhang Changning Zhu Ting                                                             | Tijana Bošković Jovana Brakočević Bianka Buša Tijana Malešević Brankica Mihajlović Jelena Nikolić Maja Ognjenović Silvija Popović Milena Rašić Jovana Stevanović Stefana Veljković Bojana Živković | Rachael Adams Foluke Akinradewo Kayla Banwarth Alisha Glass Christa Harmotto Kimberly Hill Jordan Larson Carli Lloyd Karsta Lowe Kelly Murphy Kelsey Robinson Courtney Thompson |
| Herrarnas turnering Detaljer... | Brasilien | Italien | USA |
| Herrarnas turnering Detaljer... | William Arjona Éder Carbonera Wallace de Souza Luiz Felipe Fonteles Evandro Guerra Ricardo Lucarelli Bruno Rezende Lucas Saatkamp Sérgio Santos Maurício Silva Douglas Souza Maurício Souza | Oleg Antonov Emanuele Birarelli Simone Buti Massimo Colaci Simone Giannelli Osmany Juantorena Filippo Lanza Matteo Piano Salvatore Rossini Daniele Sottile Luca Vettori Ivan Zajtsev               | Matthew Anderson Aaron Russell Taylor Sander David Lee Kawika Shoji William Priddy Murphy Troy Thomas Jaeschke Micah Christenson Maxwell Holt David Smith Erik Shoji            |

Denna tabell: visa • redigera

## Medaljtabell
| Pl.    | Nation        | Guld | Silver | Brons | Totalt |
| ------ | ------------- | ---- | ------ | ----- | ------ |
| 1      | Brasilien     | 2    | 1      | 0     | 3      |
| 2      | Kina          | 1    | 0      | 0     | 1      |
| 2      | Tyskland      | 1    | 0      | 0     | 1      |
| 4      | Italien       | 0    | 2      | 0     | 2      |
| 5      | Serbien       | 0    | 1      | 0     | 1      |
| 6      | USA           | 0    | 0      | 3     | 3      |
| 7      | Nederländerna | 0    | 0      | 1     | 1      |
| Totalt | Totalt        | 4    | 4      | 4     | 12     |

### Fotnoter
1. ↑  ”Volleyball still most popular after first round of Rio 2016 ticket sales ends” (på engelska). Fédération Internationale de Volleyball. 1 maj 2015. http://www.fivb.org/viewPressRelease.asp?No=51727&Language=en#.VZLWb_ntmko. Läst 30 juni 2015.
2. ↑  Beach Volleyball Women (engelska)
3. ↑  Beach Volleyball Men (engelska)
4. ↑  Volleyball Women
5. ↑  Volleyball Men (engelska)